# Chisocheton maxilla-pisticis
Chisocheton maxilla-pisticis là một loài thực vật có hoa trong họ Meliaceae. Loài này được Mabb. mô tả khoa học đầu tiên năm 2003.